# 千秋岭
千秋岭，位于中国广东省中山市五桂山区双合山东南1.2公里处，海拔351.4米，是五桂山山脉的一座山体。